# Hydriomena pronax
Hydriomena pronax là một loài bướm đêm trong họ Geometridae.